# Автомобільна промисловість в Індонезії

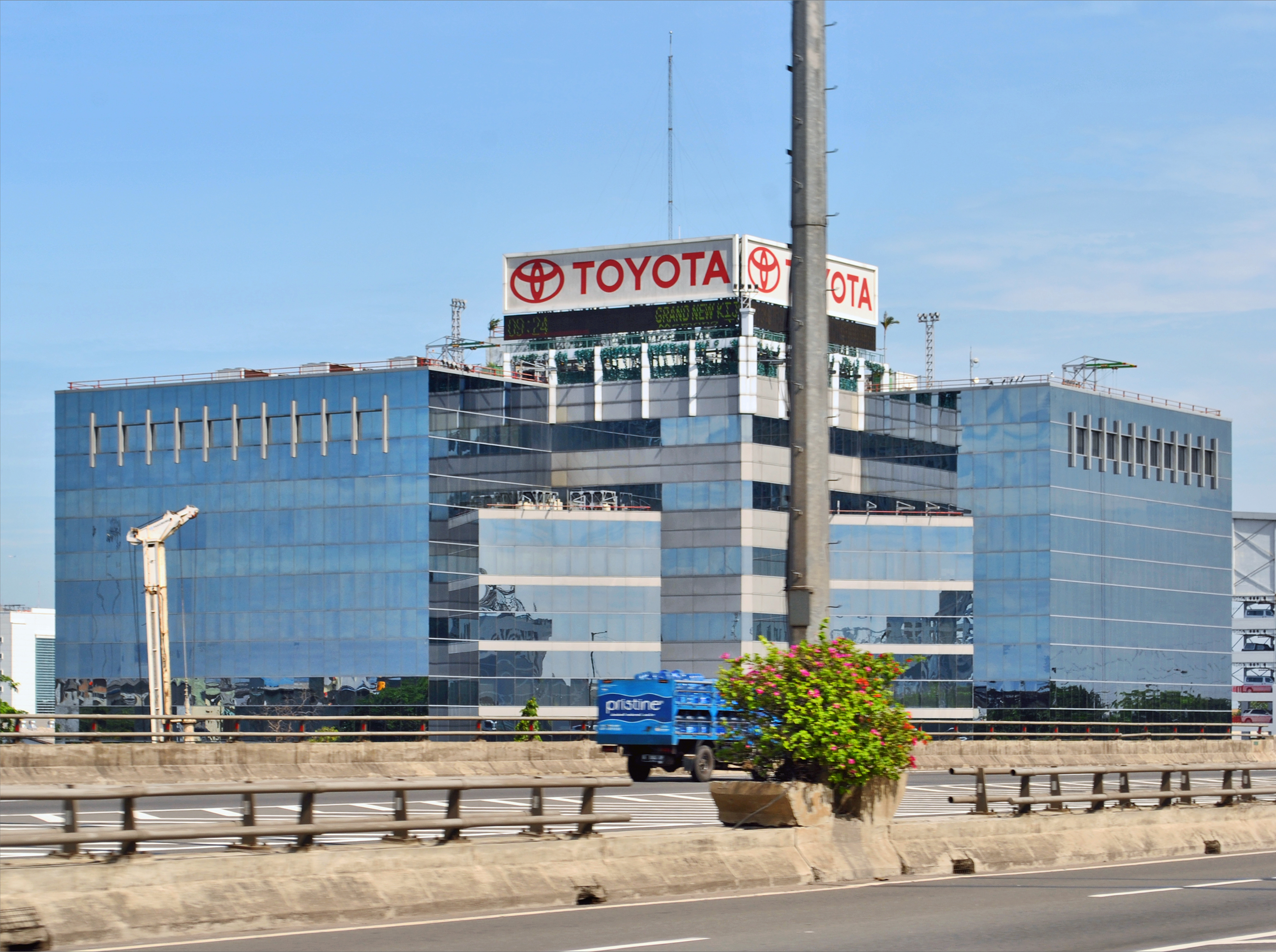
Штаб-квартира Toyota-Astra Motor у Сантері, Північна Джакарта.

Автомобільна промисловість Індонезії — галузь економіки Індонезії.
В Індонезії розташовані заводи, які займаються переважно складанням світових автомобільних марок (японських та південнокорейських), тож вона була першим в Південно-Східній Азії автовиробником в січні-квітні 2015 року із часткою ринку 36,54 % (363,945 одиниць), в той час як частка Таїланда складала 25,29 %. З 2012 року індонезійський експорт автомобілів у вартісному вираженні є більшим ніж імпорт.
Першим транспортним засобом, який прибув до Індонезії, був німецький двоциліндровий мотоцикл Hildebrand & Wolfmüller, привезений британцем Джоном Поттером, який був машиністом на заводі Oemboel Sugar в Проболінго, провінція Східна Ява.  Першим автомобілем, який прибув незабаром після цього, був Benz Viktoria 1894 року.
У 1995 році в Індонезії налічувалося 18 автоскладальних заводів, виробничі потужності 14-ти найбільших з них становили 514 тисяч одиниць на рік. Більшість цих заводів є спільними підприємствами, в основному з японськими компаніями, зокрема з PT International (Toyota, Daihatsu), PT Indomobil Utama (Suzuki, Mazda, Hino, Volvo, Nissan), PT Krama Yudha (Mitsubishi). Випускається безліч марок автомобілів: Fiat, Isuzu, Peugeot, Renault, UD Nissan, BMW, Datsun, Honda, Hyundai, Ford, Mercedes-Benz, Chevrolet, Opel, Citroen, Berliet, Land Rover, Chrysler/Jeep, Daewoo, Kia.
Індонезія переважно виробляє субкомпактвени або компактвени (52 відсотки від загального виробництва), позашляховики та легкі пікапи до однієї тонни. У 2019 році на експорт було експортовано 26 % продукції. Приблизно 7,2 відсотка від загального обсягу продажів автомобілів в Індонезії складаються з імпортних автомобілів, зокрема з Таїланду, Японії, Індії та меншою мірою з Південної Кореї.[джерело?]
Більшість виробників автомобілів в Індонезії (включаючи виробників легкових автомобілів і комерційних вантажівок) є членами неурядової Асоціації автомобільної промисловості Індонезії (Gabungan Industri Kendaraan Bermotor Indonesia, GAIKINDO).[джерело?]

## Огляд

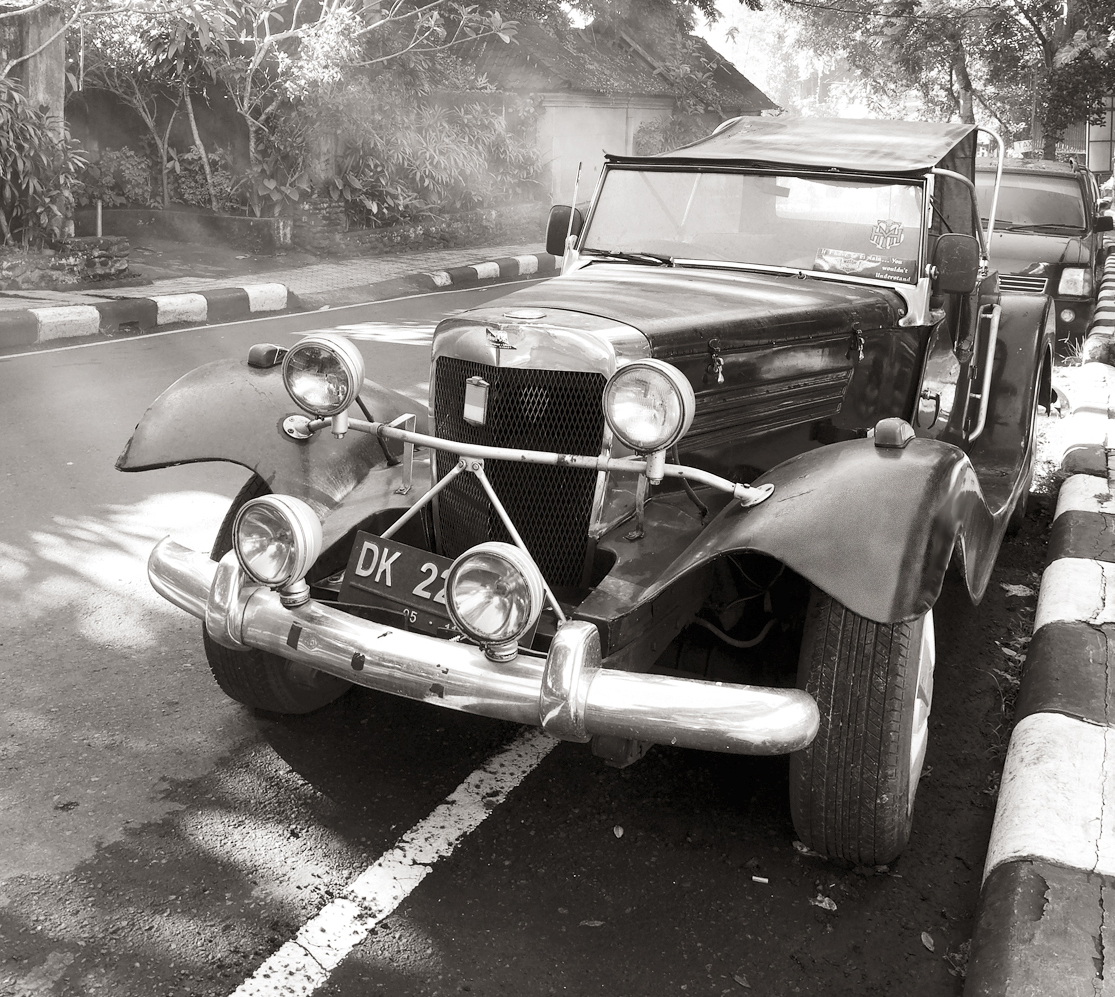
Marvia Classic (1988–1990)

Домінуючим виробником в Індонезії є Корпорація PT. Astra; Його продукція складала приблизно половину щорічних продажів автомобілів в Індонезії на початку 2010-х — значною мірою завдяки успіху Toyota Kijang.
Більшість автомобілів, що продавалися в Індонезії, спочатку були європейськими. У 1950-х роках, найбільш популярними були автомобілі компаній Morris Motors та Austin Motor Company. Японський імпорт був невеликим за масштабом у 1959 році, а першим автомобілем була вантажівка Mitsubishi Jupiter, але до 1970-х років становище значно змінилося, оскільки японці зайняли постійно зростаючу частку ринку. Інцидент Маларі в січні 1974 року почався як протест проти японських торгових практик і включав спалювання дилерів Toyota, але продажі японських автомобілів досягли нових висот після цього. До 1980 року, з 181,100 нових реєстрацій, 88,5 % були японського походження.
У 2007 році Індонезія оголосила про низку податкових пільг, спрямованих на допомогу у розробці "Бюджетного зеленого (екологічно чистого) автомобіля" ("Low Cost Green Car" (LCGC)) який має стати індонезійським народним автомобілем. 
Індонезійські народні автомобілі:

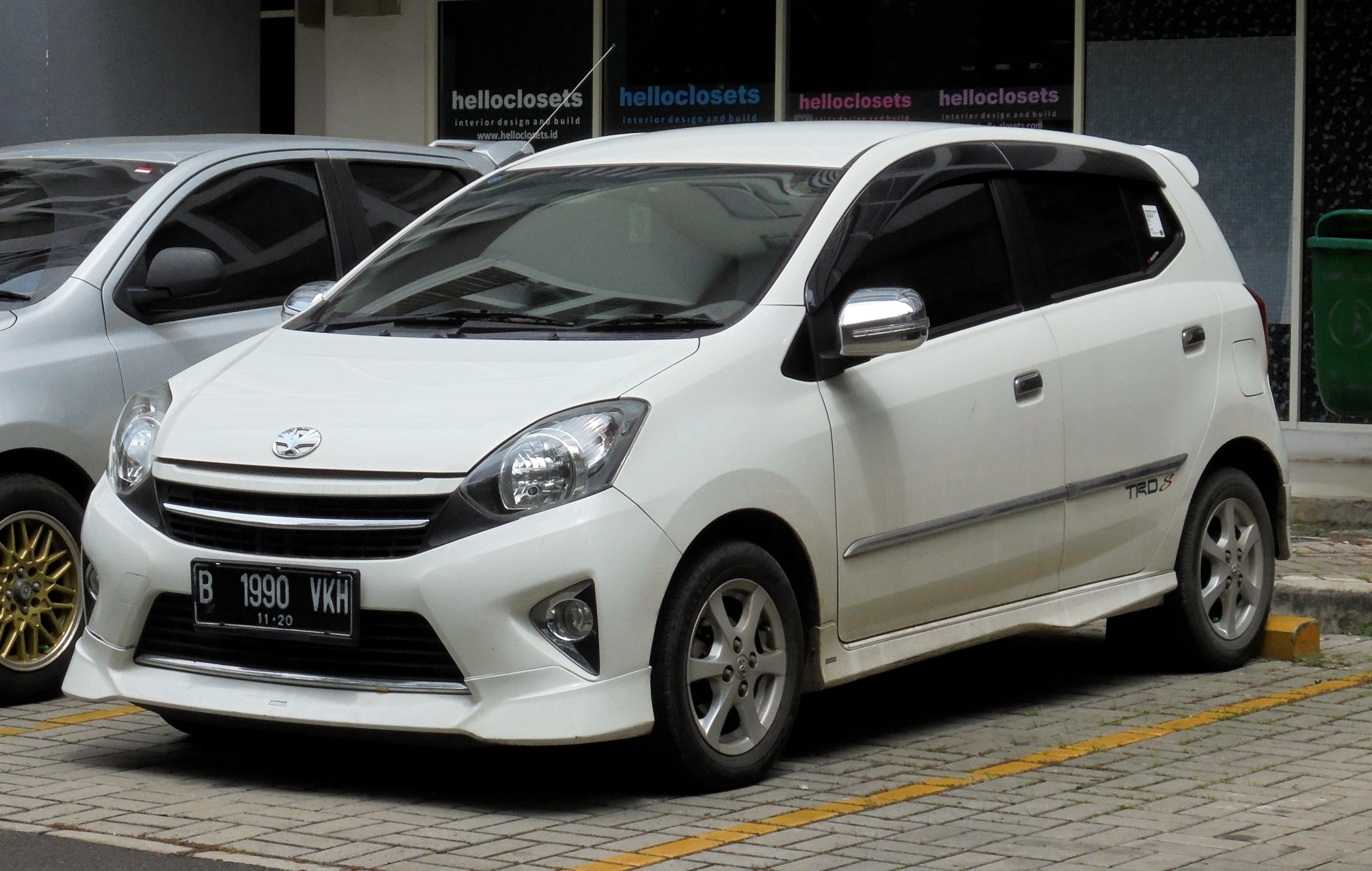
Toyota Agya (B100) (2012–...)
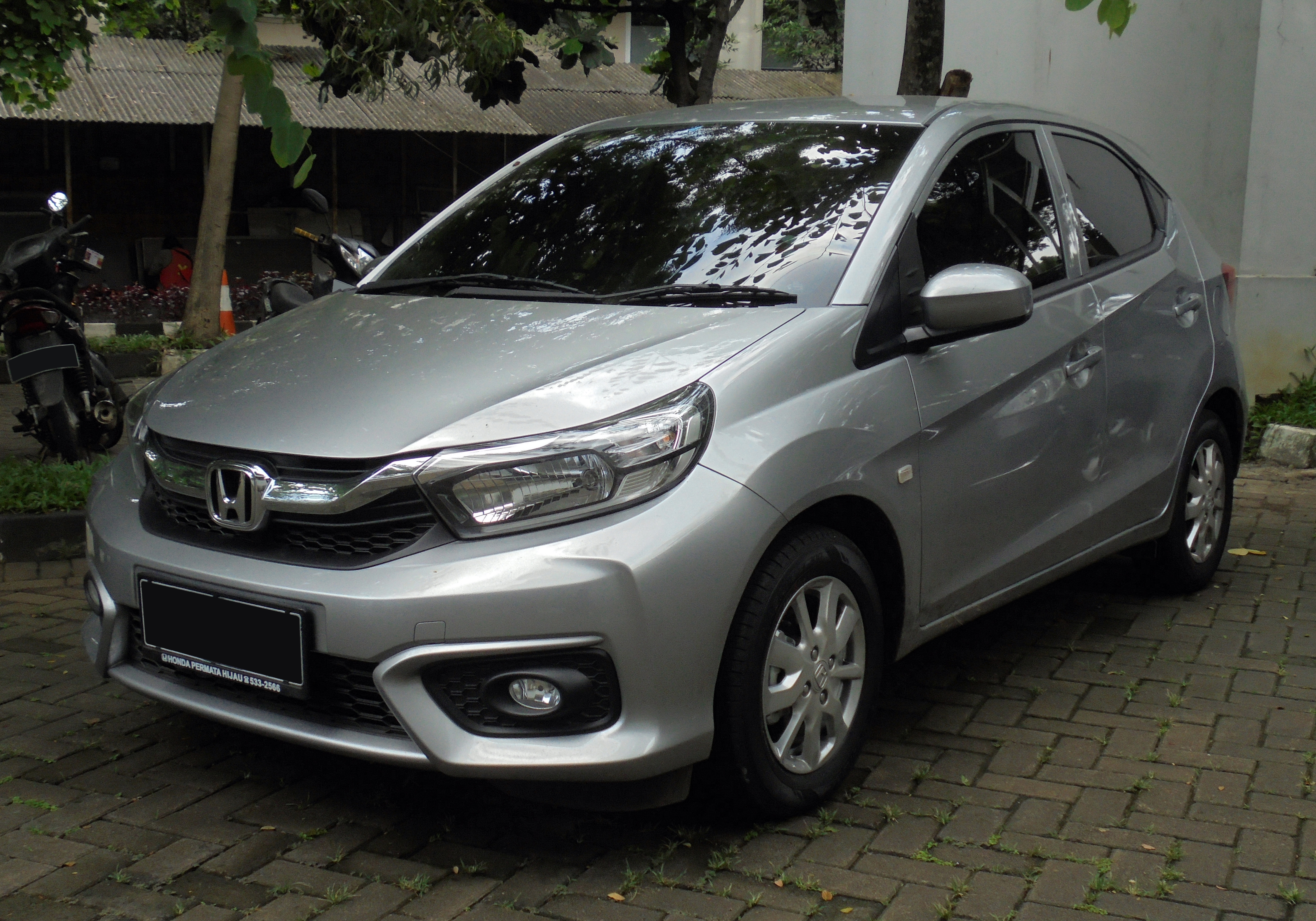
Honda Brio (DD1) (2018–...)
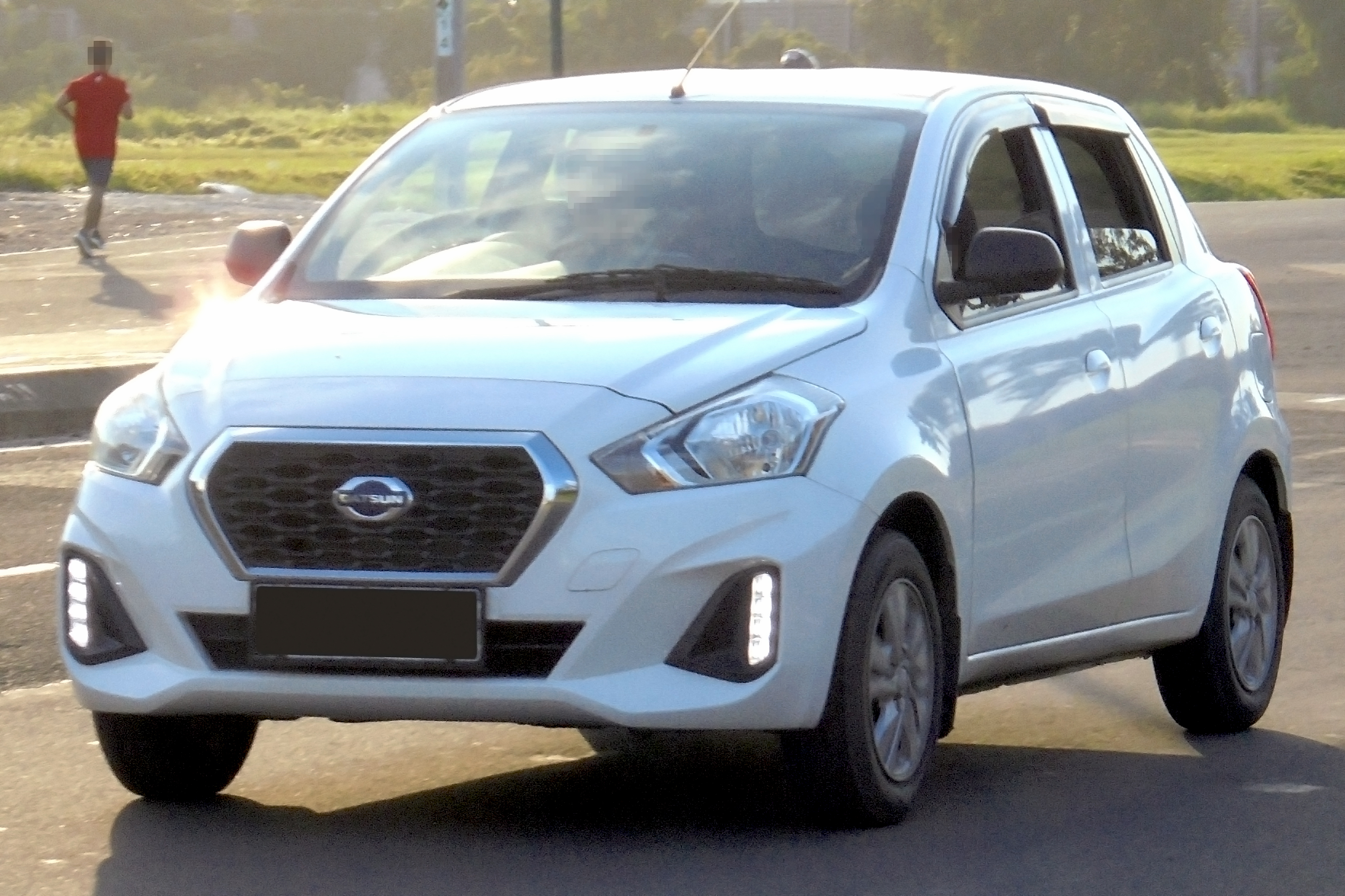
Datsun GO (AD0) (2014–2020)
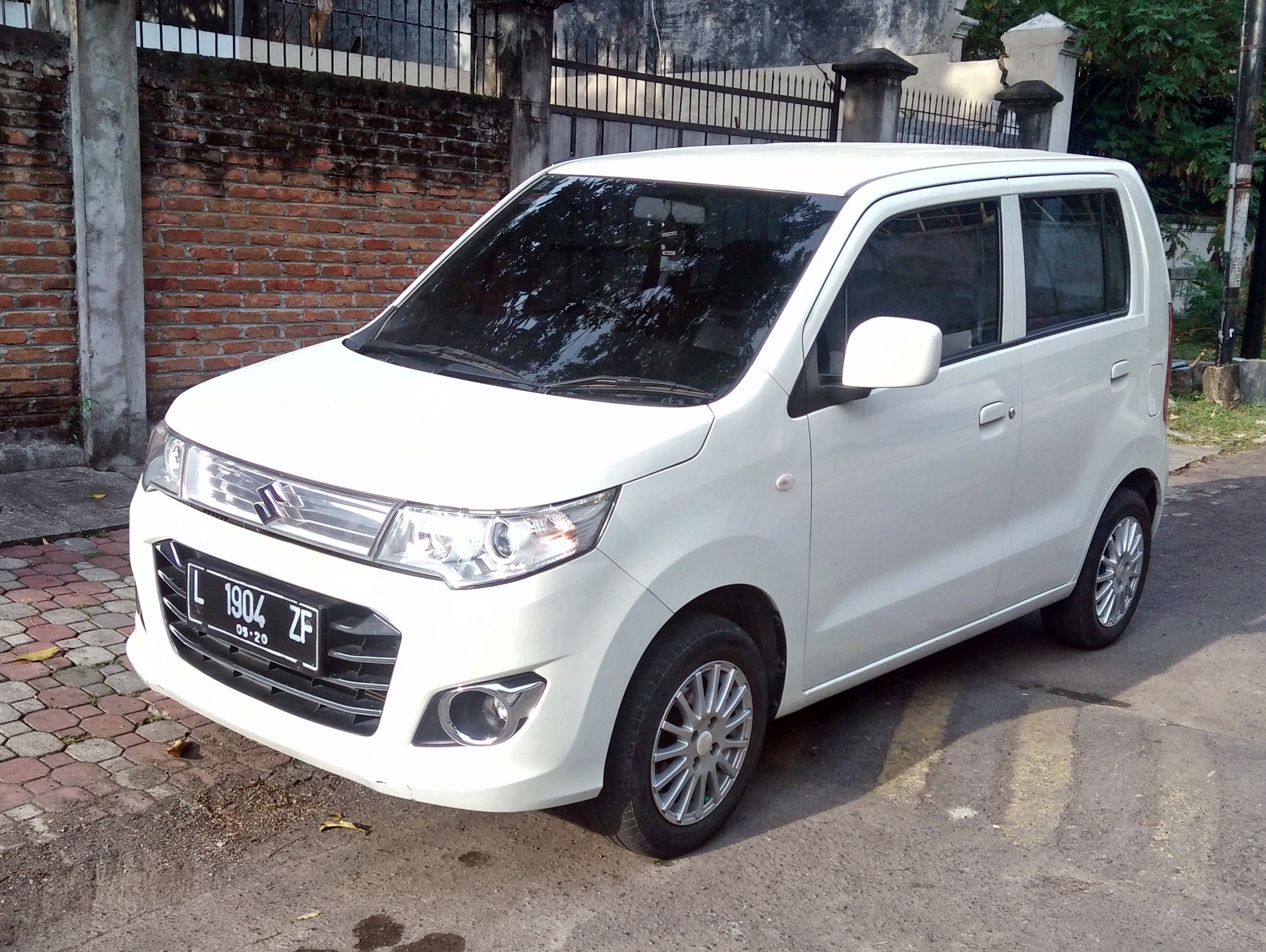
Suzuki Karimun Wagon R (MP31S) (2013–...)

## Виробники
- IndoMobil Group

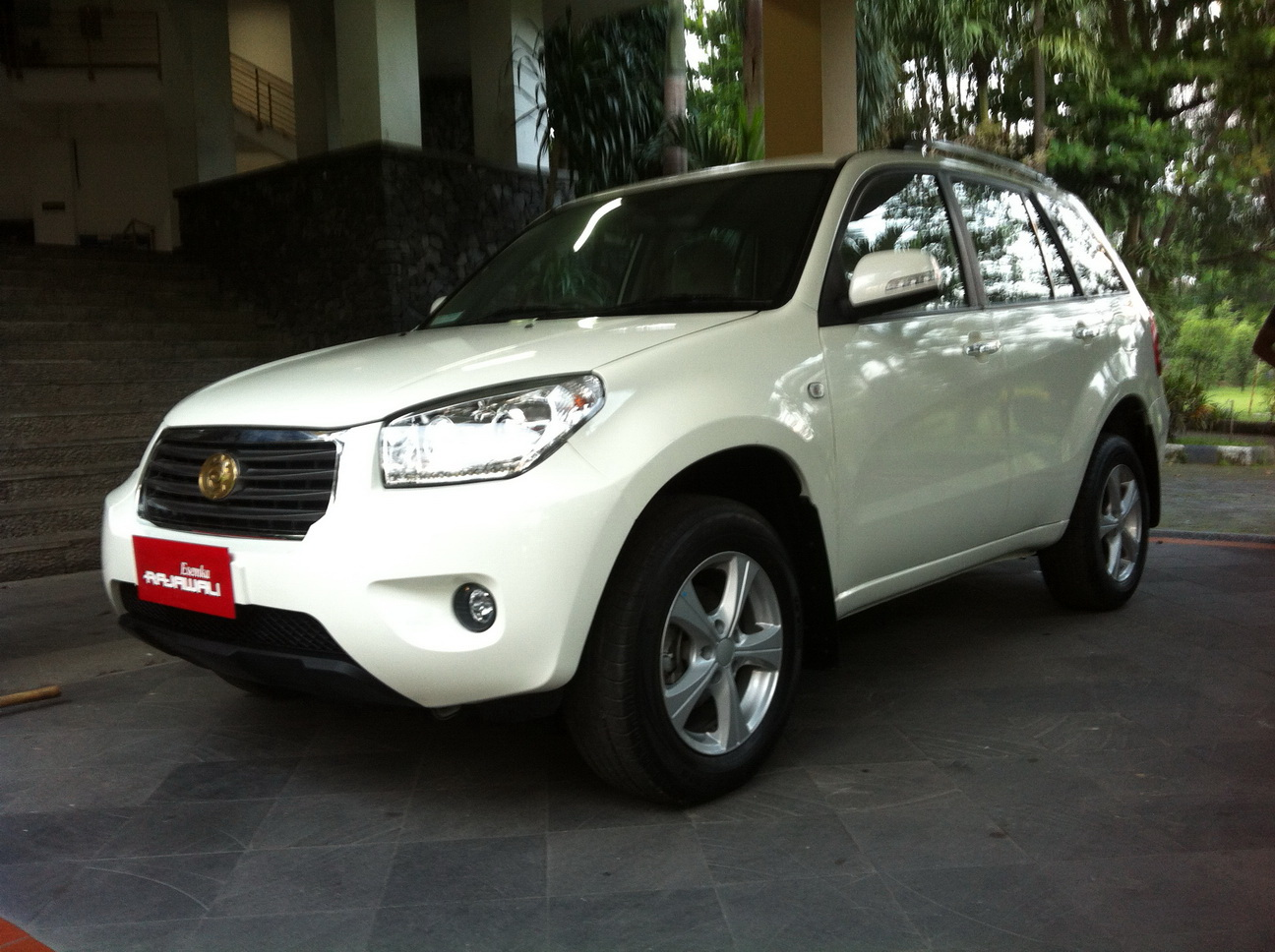
Esemka Rajawali R2 (2014)

  - IndoMobil Suzuki International, PT.
  - Nissan Motor Indonesia, PT.
  - Mazda Motor Indonesia, PT.
  - Indo Truck Utama, PT.
  - Isuzu Astra Motor Indonesia
  - Garuda Mataram Motor, PT.
  - Auto Euro Indonesia, PT.
  - Hino Motors Manufacturing Indonesia, PT
  - Unicor Prima Motor, PT.
  - Indobuana Autoraya, PT.
  -  Vantec Indomobil Logistics, PT.
- Pindad

## Автомобільні бренди

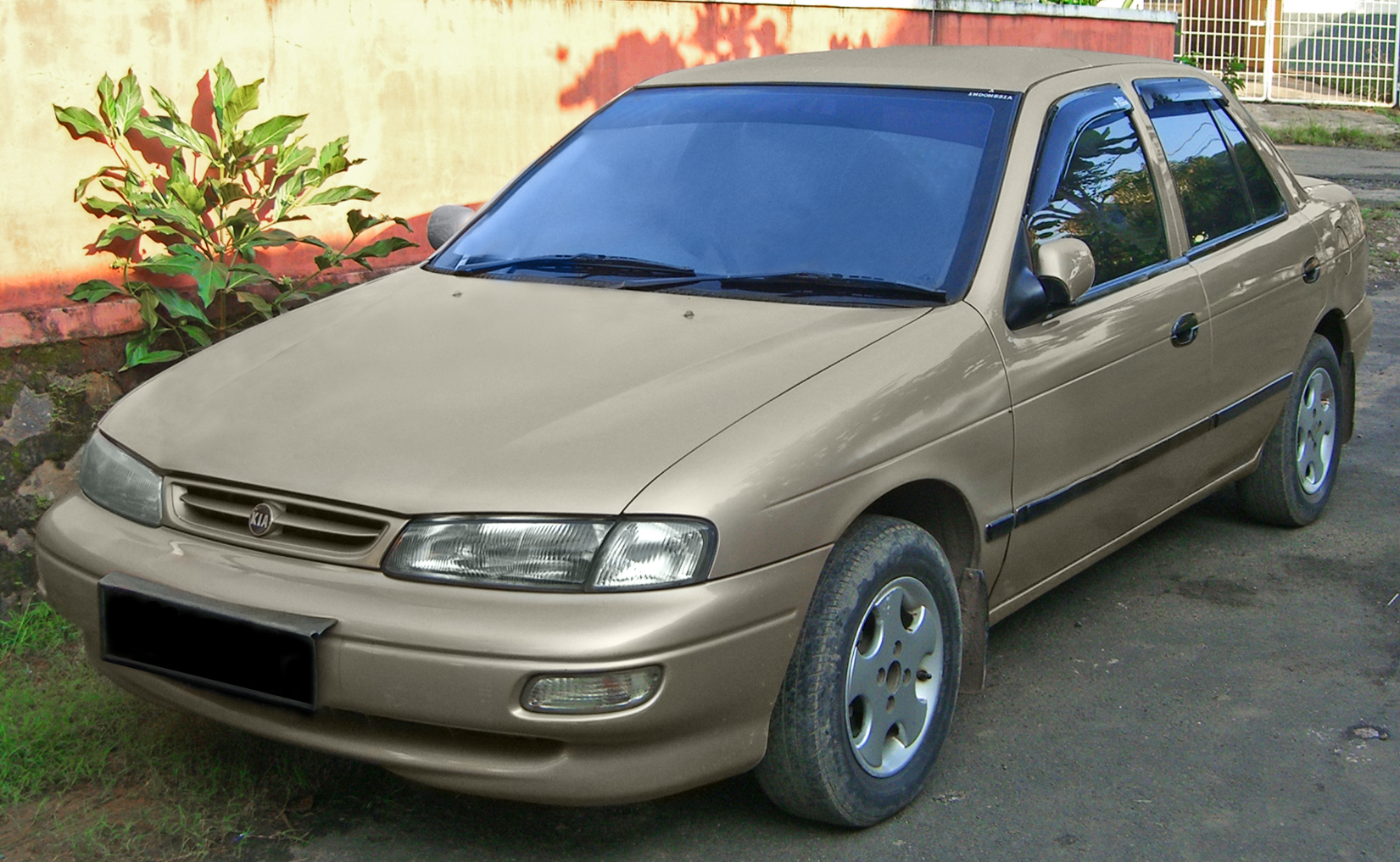
Timor S-515 (1996–1998)

Діючі:
- Esemka[en]
- Perodua Kancil[en]
- Marlip Indo Mandiri
- Tawon (Super Gasindo)

Недіючі:
- Bimantara
- Italindo
- Marvia Graha Motor
- Srikandi
- Timor Putra Nasional

## Обсяг виробництва за роками

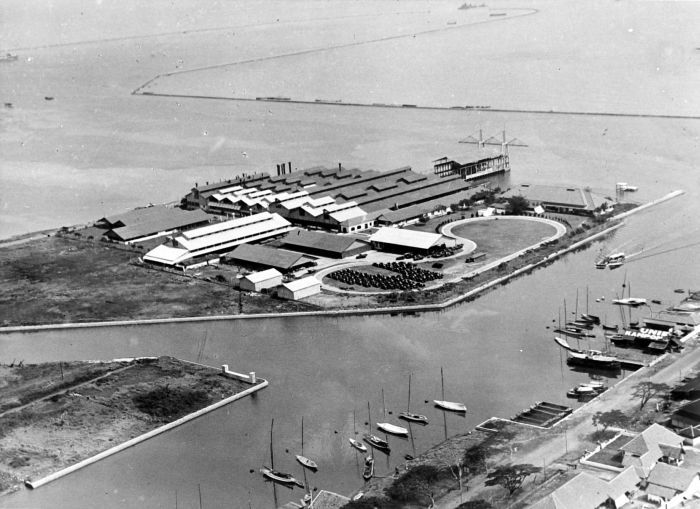
Комплекс General Motors у Танджунг Пріок, Батавія (нині Джакарта) у 1939 році.

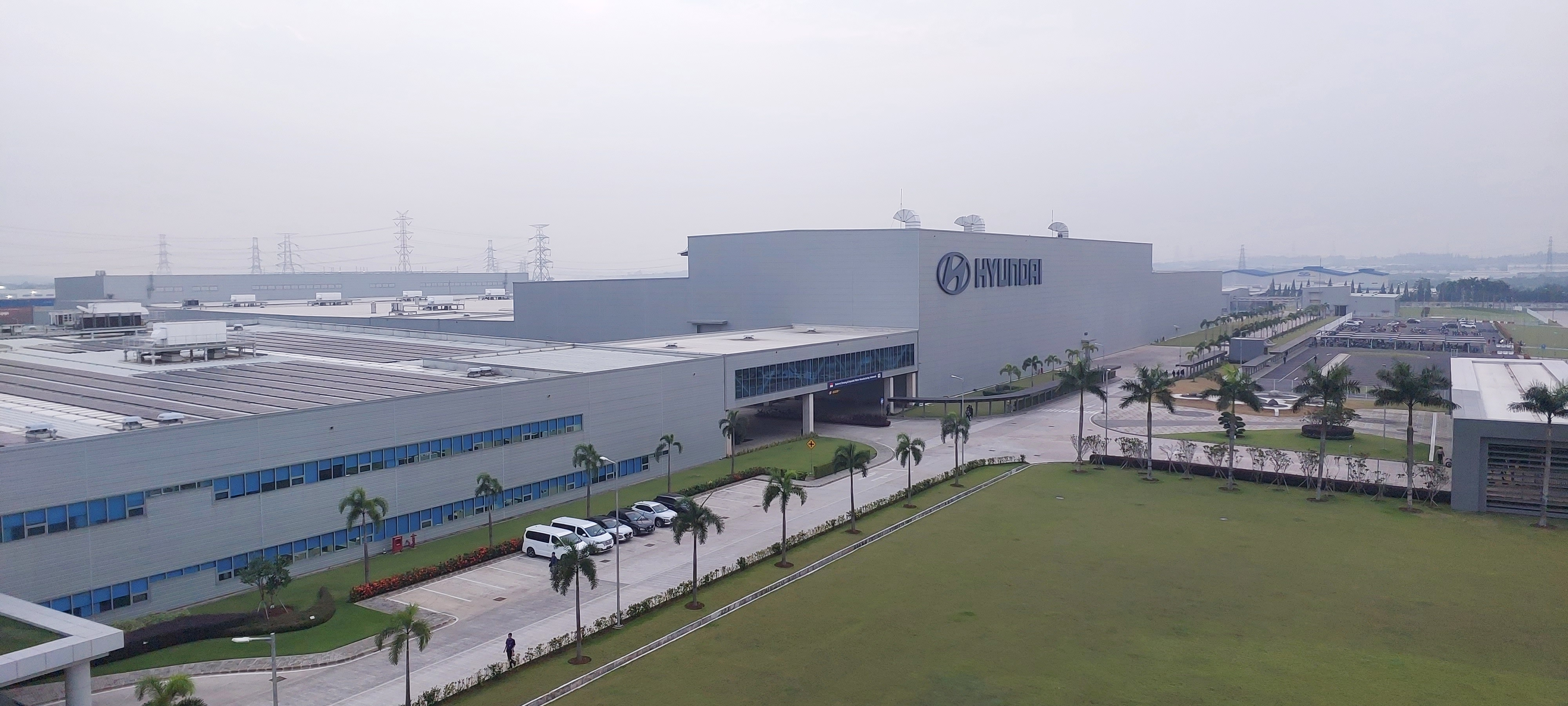
PT Hyundai Motor Manufacturing Indonesia (HMMI) розташований у місті Сікаранг, регіон Бекасі, 2023 рік

| Рік  | Обсяг виробництва |
| ---- | ----------------- |
| 1980 | 103,000           |
| 1995 | 292,710           |
| 2000 | 379,300           |
| 2005 | 500,710           |
| 2010 | 702,508           |
| 2011 | 838,388           |
| 2012 | 1,052,895         |
| 2013 | 1,206,368         |
| 2014 | 1,298,523         |
| 2015 | 1,098,780         |
| 2016 | 1,177,389         |
| 2017 | 1,216,615         |
| 2018 | 1,343,714         |
| 2019 | 1,286,848         |
| 2020 | 691,286           |
| 2021 | 1,121,967         |
| 2022 | 1,470,146         |
| 2023 | 1,395,717         |